# Shenyang J-16
Il Shenyang J-16 (Cinese: 歼-16; nome in codice NATO: Flanker-K), è un caccia multiruolo di IV generazione biposto, sviluppato dall'azienda cinese Shenyang Aircraft Corporation per l'aeronautica militare cinese.

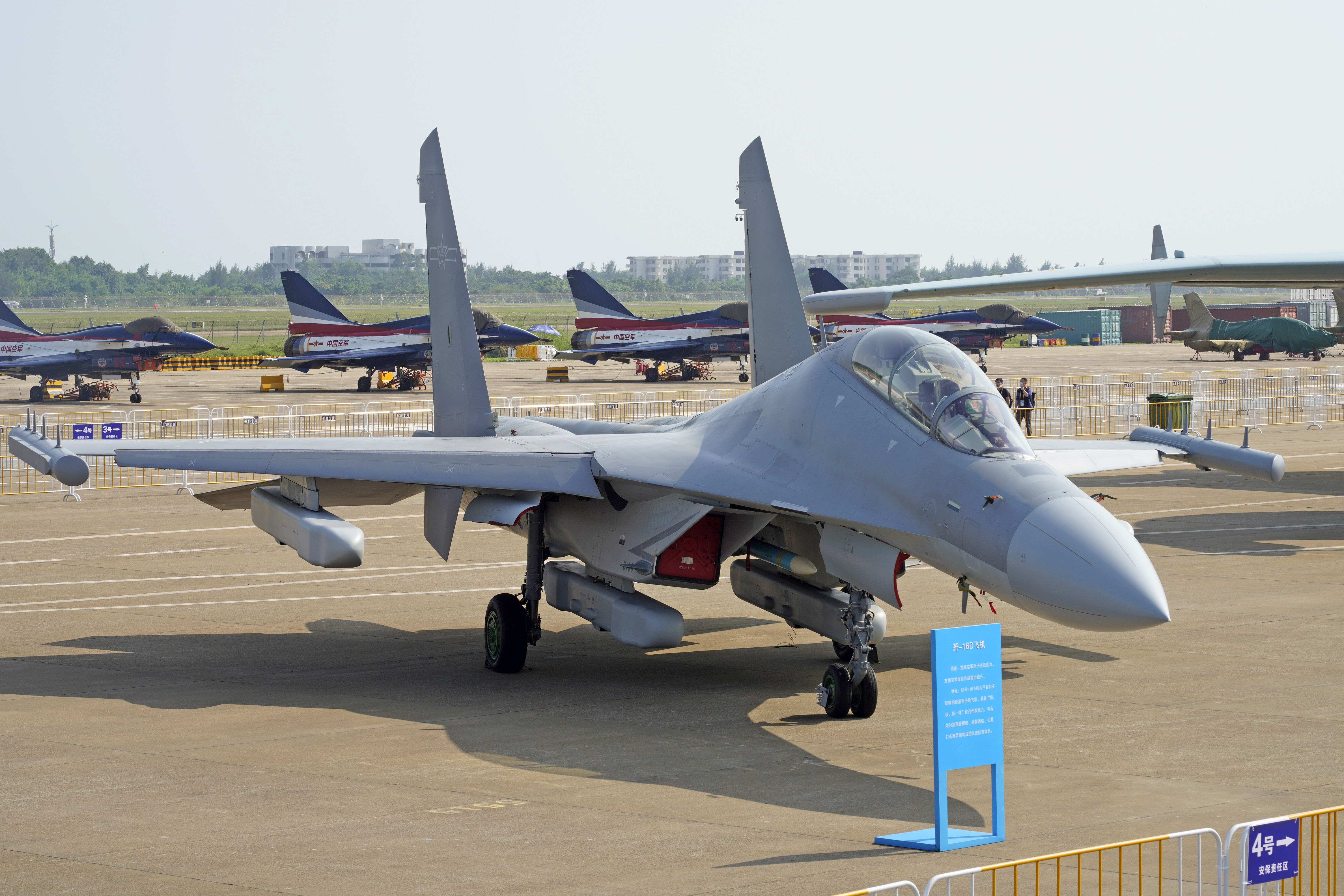
J-16D

Il J-16 è entrato in servizio nel 2015 ed ha debuttato ufficialmente in pubblico nel 2017 durante la parata per il 90º anniversario dell'Esercito di liberazione cinese.
Nel 2021 l'aviazione cinese ha iniziato ad utilizzare il J-16D nell'addestramento al combattimento.

## Versioni
- J-16D – variante per la guerra elettronica (EW). Ha volato per la prima volta nel dicembre 2015.[6]

## Utilizzatori
Cina